# Malimbus racheliae
Malimbus racheliae е вид птица от семейство Ploceidae.

## Разпространение
Видът е разпространен в Габон, Екваториална Гвинея, Камерун и Нигерия.